# Бурно (Атлантски Пиринеји)
Бурно (фр. Bournos) насеље је и општина у југозападној Француској у региону Аквитанија, у департману Атлантски Пиринеји која припада префектури По.
По подацима из 2011. године у општини је живело 344 становника, а густина насељености је износила 59,93 становника/km². Општина се простире на површини од 6 km². Налази се на средњој надморској висини од 276 метара (максималној 277 m, а минималној 176 m).

## Демографија
| 1962. | 1968. | 1975. | 1982. | 1990. | 1999. | 2011. |
| ----- | ----- | ----- | ----- | ----- | ----- | ----- |
| 179   | 160   | 159   | 191   | 231   | 257   | 344   |

График промене броја становника у току последњих година